# (26660) Samahalpern
(26660) Samahalpern est un astéroïde de la ceinture principale d'astéroïdes.

## Description
(26660) Samahalpern est un astéroïde de la ceinture principale d'astéroïdes. Il fut découvert le 1er novembre 2000 à Socorro (Nouveau-Mexique) par le projet LINEAR. Il présente une orbite caractérisée par un demi-grand axe de 2,32 UA, une excentricité de 0,09 et une inclinaison de 9,1° par rapport à l'écliptique.

## Compléments